# محله هوایی ایربرن
محله هوایی ایربرن (به انگلیسی: Airborne Airpark) یک فرودگاه همگانی بهره‌برداری هوایی با کد یاتا ILN است که یک باند فرود بتن دارد و طول باند آن ۳۲۶۲ متر است. این فرودگاه در کشور ایالات متحده آمریکا قرار دارد و در ارتفاع ۳۲۸ متری از سطح دریا واقع شده‌است.